# Риџвеј (Ајова)
Риџвеј (енгл. Ridgeway) град је у америчкој савезној држави Ајова. По попису становништва из 2010. у њему је живело 315 становника.

## Демографија
Према попису становништва из 2010. у граду је живело 315 становника, што је 22 (7,5%) становника више него 2000. године.
| Група             | 2000.       | 2010.       |
| Белци             | 288 (98,3%) | 314 (99,7%) |
| Афроамериканци    | 1 (0,3%)    | 0 (0,0%)    |
| Азијати           | 0 (0,0%)    | 0 (0,0%)    |
| Хиспаноамериканци | 4 (1,4%)    | 0 (0,0%)    |
| Укупно            | 293         | 315         |